# Atco Records
Atco Records é um selo musical estadunidense pertencente à Warner Music Group, atualmente operado através da Rhino Entertainment
Foi fundada por Herb Abramson em 1955 como um sub-selo da Atlantic Records para abrigar artistas que não se encaixavam no formato da Atlantic, que, até 1968, era composto estritamente por músicos de blues, jazz, R&B e soul. 
A Atlantic mesclou a Atco com um outro selo, chamado Eastwest Records, operando a combinação brevemente sob o nome "Atco/Eastwest Records". Em 1991 o nome foi abandonado e o selo continuou a existir sob o nome Eastwest.
Em 2006, a Warner reativou a Atco Records em conjunção com a Rhino. Scarlett Johansson e Art Garfunkel estavam entre os primeiros músicos a assinarem com o selo após seu relançamento. 